# Pregnadien
Pregnadien je dienski derivat pregnana.
Pregnadieni sadrže dve dvostruke veze. Prva je obično između ugljenika 4 i 5 na prstenu A.

## 6-en
Druga može da bude između ugljenika 6 i 7 na prstenu B:
- Hlormadinon[2] (progestogen)
- Ciproteron[2] (antiandrogen)
- Didrogesteron (progestogen)
- Megestrol (progestogen, antineoplastik)
- Kanrenon (aldosteronski antagonist)
- Medrogeston (progestogen)

## 1-en
Druga dvostruka veza takođe može da bude između ugljenika 1 i 2 na prstenu A:
- Fluocinolon acetonid[3] (glukokortikoid)
- Triamcinolon (glukokortikoid)